# België op het Eurovisiesongfestival 2008

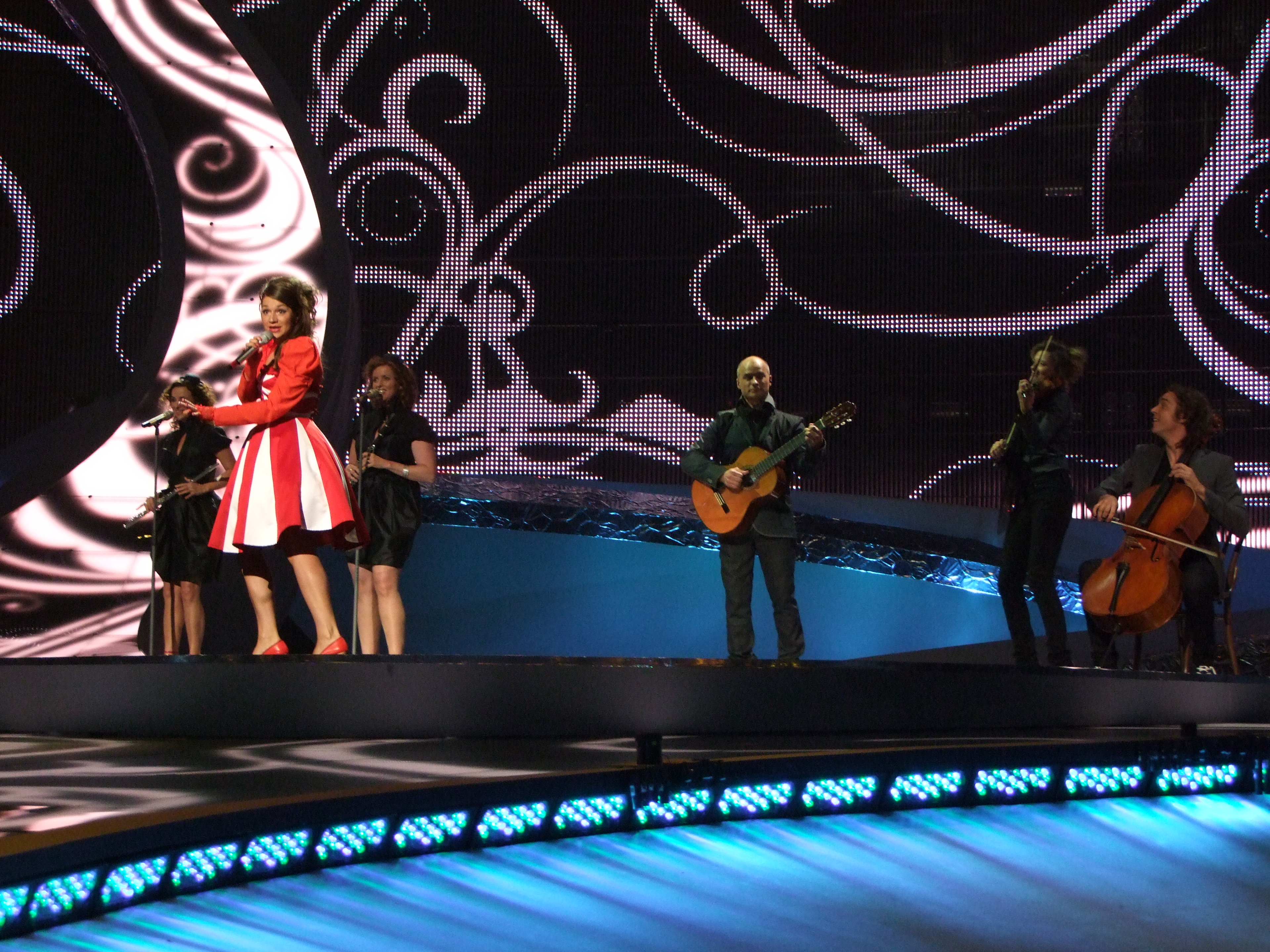
Ishtar wist de finale niet te bereiken in Belgrado.

België nam deel aan het Eurovisiesongfestival 2008 in Belgrado, Servië. Het was de 50ste deelname van het land op het Eurovisiesongfestival. De selectie verliep via Eurosong. De VRT was verantwoordelijk voor de Belgische bijdrage voor de editie van 2008.

## Selectieprocedure
Eurosong 2008 was de Belgische preselectie voor het Eurovisiesongfestival 2008 in Belgrado. De competitie startte op 27 januari 2008 en bestond net zoals in 2006 uit vier voorronden, twee halve finales en één finale. Zoals de voorgaande edities nam Bart Peeters opnieuw de presentatie op zich. In de jury zetelden Marcel Vanthilt, Kris Wauters en Katrina Leskanich van Katrina & the Waves.

## Eurosong 2008

### Kwartfinales

#### Eerste kwartfinale
27 januari 2008
| Plaats | Artiest      | Lied                      |
| ------ | ------------ | ------------------------- |
| 1      | Katy Satyn   | Magical sensation         |
| 2      | Brahim       | What I like about you     |
| -      | Raeven       | Shut down the heatmachine |
| -      | Femme Fatale | Décadence                 |
| 5      | Eva Darche   | We breathe                |

#### Tweede kwartfinale
3 februari 2008
| Plaats | Artiest       | Lied                   |
| ------ | ------------- | ---------------------- |
| 1      | Ishtar        | O julissi na jalini    |
| 2      | Tanja Dexters | Addicted to you        |
| -      | E.F.R.        | Your guiding star      |
| -      | Kenza         | Breaking all the rules |
| 5      | Esther        | Game over              |

#### Derde kwartfinale
10 februari 2008
| Plaats | Artiest       | Lied                   |
| ------ | ------------- | ---------------------- |
| 1      | Nelson        | When I can't find love |
| 2      | Geena Lisa    | Wheel of time          |
| WC     | Tabitha Cycon | Rumour has it          |
| -      | Ellis-T       | My music               |
| 5      | Di Bono       | I'm not sorry          |

#### Vierde kwartfinale
17 februari 2008
| Plaats | Artiest           | Lied                   |
| ------ | ----------------- | ---------------------- |
| 1      | Sandrine          | I Feel the Same Way    |
| 2      | Paranoiacs        | Shout it out           |
| WC     | A Butterfly Mind  | Lonely heart on wheels |
| -      | Elisa             | Around the world       |
| 5      | Francesco Palmeri | Vagabundo              |

### Halve finales

#### Eerste halve finale
24 februari 2008
| Plaats | Artiest          | Lied                   |
| ------ | ---------------- | ---------------------- |
| 1      | Nelson           | When I can't find love |
| 2      | Paranoiacs       | Shout it out           |
| -      | A Butterfly Mind | Lonely heart on wheels |
| -      | Katy Satyn       | Magical sensation      |
| 5      | Tanja Dexters    | Addicted to you        |

#### Tweede halve finale
2 maart 2008
| Plaats | Artiest       | Lied                  |
| ------ | ------------- | --------------------- |
| 1      | Ishtar        | O julissi na jalini   |
| 2      | Sandrine      | I Feel the Same Way   |
| WC     | Brahim        | What I like about you |
| -      | Tabitha Cycon | It's a beautiful day  |
| 5      | Geena Lisa    | Wheel of time         |

### Finale
9 maart 2008
| Plaats | Artiest    | Lied                   |
| ------ | ---------- | ---------------------- |
| 1      | Ishtar     | O julissi na jalini    |
| 2      | Sandrine   | I Feel the Same Way    |
| 3      | Paranoiacs | Shout it out           |
| 4      | Brahim     | What I like about you  |
| 5      | Nelson     | When I can't find love |

## In Belgrado
België trad aan in de eerste halve finale, op 20 mei 2008. Voor het Eurovisiesongfestival werd het winnende nummer van Eurosong 2008 van titel veranderd: O julissi. Ishtar trad als zevende deelnemer aan, tussen debuterende landen San Marino en Azerbeidzjan. Bij het openen van de enveloppen met de gekwalificeerde landen voor de finale werd België niet genoemd. Na het festival bleek dat België slechts op de zeventiende plaats was geëindigd, met zestien punten. Alleen Estland en San Marino deden het slechter.

### Gekregen punten

#### Halve finale
| 12 punten | 10 punten   | 8 punten | 7 punten | 6 punten  |
| --------- | ----------- | -------- | -------- | --------- |
|           | - Nederland |          |          | - Estland |
| 5 punten  | 4 punten    | 3 punten | 2 punten | 1 punt    |
|           |             |          |          |           |

### Punten gegeven door België

#### Halve finale
Punten gegeven in de halve finale:
| 12 punten | Armenië      |
| 10 punten | Griekenland  |
| 8 punten  | Nederland    |
| 7 punten  | Israël       |
| 6 punten  | Roemenië     |
| 5 punten  | Azerbeidzjan |
| 4 punten  | Ierland      |
| 3 punten  | Rusland      |
| 2 punten  | Finland      |
| 1 punt    | Noorwegen    |

#### Finale
Punten gegeven in de finale:
| 12 punten | Armenië      |
| 10 punten | Turkije      |
| 8 punten  | Griekenland  |
| 7 punten  | Azerbeidzjan |
| 6 punten  | Portugal     |
| 5 punten  | Israël       |
| 4 punten  | Spanje       |
| 3 punten  | Rusland      |
| 2 punten  | Noorwegen    |
| 1 punt    | Oekraïne     |

1956 · 1957 · 1958 · 1959 · 1960 · 1961 · 1962 · 1963 · 1964 · 1965 · 1966 · 1967 · 1968 · 1969 · 1970 · 1971 · 1972 · 1973 · 1974· 1975 · 1976 · 1977 · 1978 · 1979 · 1980 · 1981 · 1982 · 1983 · 1984 · 1985 · 1986 · 1987 · 1988 · 1989 · 1990 · 1991 · 1992 · 1993 · 1994 · 1995 · 1996 · 1997 · 1998 · 1999 · 2000 · 2001 · 2002 · 2003 · 2004 · 2005 · 2006 · 2007 · 2008 · 2009 · 2010 · 2011 · 2012 · 2013 · 2014 · 2015 · 2016 · 2017 · 2018 · 2019 · 2020 · 2021 · 2022 · 2023 · 2024 · 2025